# Christiane Brenner
Christiane Brenner (* 11. März 1963 in Starnberg) ist eine deutsche Historikerin, die auf tschechische Geschichte spezialisiert ist.

## Studium und fachliche Tätigkeit
Christiane Brenner hat in Lyon, München, Berlin (FU) und Prag studiert. Seit 1998 arbeitete sie am Collegium Carolinum, seit 1999 ist sie Redaktorin der Zeitschrift Bohemia. Ihr Spezialgebiet ist die tschechische Geschichte nach dem Zweiten Weltkrieg. Sie nimmt Lehraufträge an der FU Berlin und der LMU München wahr.
Brenner ist aktiv  im wissenschaftlichen Beirat der Společnost pro queer paměť (Gesellschaft für das Queer-Gedächtnis) und deren Centrum queer paměti in Prag, das ein Archiv der LGBT- und Queer-Gemeinschaft in Tschechien aufbaut und in einem eigenen Museum und Bibliothek zugänglich macht.

## Publikationen
- mit Karl Braun und Tomás Kasper (Hrsg.): Jugend in der Tschechoslowakei. Konzepte und Lebenswelten (1918–1989). Vandenhoeck & Ruprecht, 2016, ISBN 978-3-525-37311-8.
- Zwischen Ost und West: Tschechische politische Diskurse 1945–1948. Oldenbourg Wissenschaftsverlag, 2009, ISBN 978-3-486-59149-1.[2]
- Geschichtsschreibung zu den böhmischen Ländern im 20. Jahrhundert: Wissenschaftstraditionen, Institutionen, Diskurse. Oldenbourg Verlag, 2006.
- mit Peter Heumos (Hrsg.): Sozialgeschichtliche Kommunismusforschung. Tschechoslowakei, Polen, Ungarn, DDR 1945–1968. (= Bad Wiesseer Tagungen des Collegium Carolinum. Band 27). Oldenbourg, 2005, ISBN 3-486-57696-8.